# Arnold (condado de Calaveras)
Arnold es un lugar designado por el censo ubicado en el condado de Calaveras en el estado estadounidense de California. En el año 2000 tenía una población de 4,218 habitantes y una densidad poblacional de 109.3 personas por km².

## Geografía
Arnold se encuentra ubicado en las coordenadas 38°15′N 120°21′O / 38.250, -120.350. Según la Oficina del Censo, la ciudad tiene un área total de 38,6 km² (14,9 mi²), de la cual 38,4 km² (14,8 mi²) es tierra y 0,2 km² (0,1 mi²) (0.47%) es agua.

## Demografía
Según la Oficina del Censo en 2000 los ingresos medios por hogar en la localidad eran de $42,785, y los ingresos medios por familia eran $49,364. Los hombres tenían unos ingresos medios de $42,941 frente a los $22,344 para las mujeres. La renta per cápita para la localidad era de $23,169. Alrededor del 10.8% de la población estaba por debajo del umbral de pobreza.